# Градина (часопис)
Градина је часопис за књижевност, уметност и културу. Излази у Нишу, првобитно у периоду од 1900-1901. године, а након обнове, од 1966. године до данас.

## Историја
Први број појавио се у Нишу, јануара 1900. године (уредник професор Милан Банић, чланови Уредништва професори Јеремија Живановић - главни сарадник, Тодор Коблишка, Милан Костић и Светозар Обрадовић - власник). Као петнаестодневни часопис за забаву, поуку и књижевну критику стара Градина је излазила до октобра 1901. године (последња свеска је двоброј 35 - 36). У њој су сарађивали и познати писци, међу којима су Алекса Шантић, Борисав Станковић, Светозар Ћоровић, Симо Матавуљ, Тадија Костић и други из многих крајева тадашње земље.
Садашња Градина обновљена је октобра 1966. године. Од тада до данас излази редовно (с прекидом 2002. године). Од 2003. године Скупштина града Ниша одређује Нишки културни центар за новог издавача, а часопис креће с Новом серијом свезака.

## Издавачи
- 1900-1901 Власник Светозар Обрадовић, нишки професор
- 1966-1971 Културно-просветна заједница општине Ниш
- 1972-1999 Издавачка установа „Градина"
- 1999-2001 Издавачко предузеће „Градина“ и Нишки културни центар (извршни издавач)
- 2002 Часопис није штампан
- 2003- Нишки културни центар

## Досадашњи главни уредници
- Милан Банић, Јеремија Живановић (1900—1901)
- Драгољуб Јанковић, Добривоје Јевтић, Никола Мељаницки (1966—1968)
- Добривоје Јевтић (1968—1972)
- Веселин Илић (1972—1973)
- Зоран Милић, Лука Прошић (1973—1974)
- Љубисав Станојевић (1974—1978)
- Саша Хаџи Танчић (1978—1989)
- Горан Станковић (1989—2000)
- Зоран Пешић Сигма (2001-2019)
- Александар Костадиновић (2019-данас)

## Награда часопису
- 2010 Плакета „СЕРГИЈЕ ЛАЈКОВИЋ“ за изузетан допринос у афирмацији књижевног стваралаштва, од Културног центра града Зајечара
- 2012 „Светосавски печат“ за фототипско издање ГРАДИНА 1900-1901, од Светосавског сајма књига у Нишу
- 2012 „Стари Ниш“ за неговање и афирмацију књижевне традиције и баштине Ниша, од Светосавског сајма књига у Нишу

## Награда часописа
Часопис је додељивао награду за најбољи књижевни часопис именом једног од њених оснивача и првог уредника, значајне личности српске књижевности и културе, Јеремија Живановић:
- 1996. — Летопис Матице српске, Нови Сад.
- 1997. — Књижевност (часопис), Београд.
- 1998. — Писмо (часопис), Земун..
- 2000. — Свеске, Панчево.